# Gmina Berg (Szwecja)
Gmina Berg (szw. Bergs kommun) – gmina w Szwecji, w regionie Jämtland, siedzibą jej władz jest Svenstavik.
Pod względem zaludnienia Berg jest 244. gminą w Szwecji. Zamieszkuje ją 7779 osób, z czego 48,9% to kobiety (3804) i 51,1% to mężczyźni (3975). W gminie zameldowanych jest 109 cudzoziemców. Na każdy kilometr kwadratowy przypada 1,35 mieszkańca. Pod względem wielkości gmina zajmuje 16. miejsce.